# Mare Serenitatis

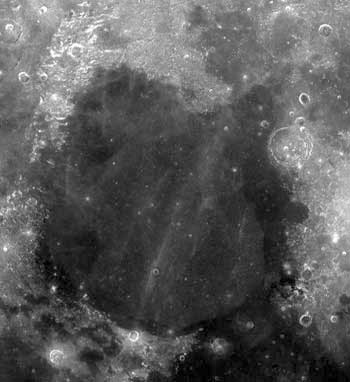
Mare Serenitatis

Mare Serenitatis (Latijn: "zee der Helderheid") is een mare in het oostelijke gebied van de naar de Aarde toegekeerde kant van de Maan.

## Beschrijving
Net als de meeste andere maria bestaat Mare Serenitatis uit een inslagbekken opgevuld met vloedbasalt, dat het de donkere kleur geeft. Het inslagbekken is ontstaan in het Nectarium; het basalt komt uit het Laat Imbrium, beide tijdperken uit de geologische tijdschaal van de Maan. Het basalt bedekt het grootste deel van het bekken en is ook over het er in het noordoosten aan grenzende Lacus Somniorum uitgestroomd. Mare Serenitatis is een mascon, zoals plekken op de Maan met een hogere zwaartekracht (gravitatieanomalieën) worden genoemd.

## Locatie

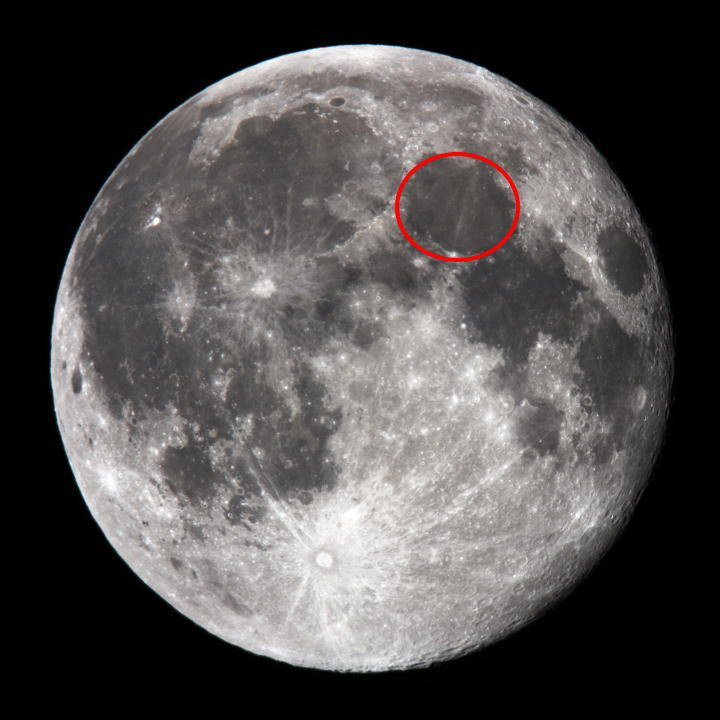
De locatie van Mare Serenitatis

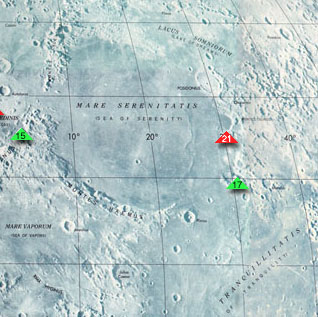
Kaart van de Mare Serenitatis met de landingsplekken van de Loenik 21, Apollo 15 en Apollo 17.

Mare Serenitatis bevindt zich ten oosten van Mare Imbrium. In het zuidoosten is Mare Serenitatis verbonden met Mare Tranquillitatis, in het zuidwesten grenst ze aan Mare Vaporum. De opvallendste inslagkrater in de nabije buurt van Mare Serenitatis is Posidonius aan de noordoostelijke rand. De ringstructuur ten westen van de mare valt nauwelijks op, behalve het gebergte Montes Haemus. De landingsplaatsen van Apollo 17 (1972) en de ruimtesonde Loena 21 met Lunokhod 2 (1973) waren aan de oostelijke rand van Mare Serenitatis, in de buurt van Montes Taurus.

## Naamgeving
De benaming Mare Serenitatis is afkomstig van Giovanni Battista Riccioli. Eerder gaven Michael van Langren en Johannes Hevelius er respectievelijk de benamingen Mare Eugenianum  en Pontus Euxinus  aan.

## Kleurcontrast met de nabijgelegen Mare Tranquillitatis
Tijdens volle maan kunnen amateurastronomen met een telescoop het opvallende kleurcontrast tussen Mare Serenitatis en Mare Tranquillitatis waarnemen. Er is een duidelijke grenslijn tussen enerzijds de geelachtig grijze Mare Serenitatis en anderzijds de blauwachtig grijze Mare Tranquillitatis. Ter hoogte van de zuidwestelijke rand van Mare Serenitatis (aan het boogvormige Haemus gebergte en de komvormige krater Sulpicius Gallus) hebben de astronauten van Apollo 17 vanuit orbit rond de Maan een groot aantal oranje en baksteenrode vlekken opgemerkt. Een aantal van de Hasselbladfoto's genomen door de astronauten tonen inderdaad deze gekleurde gebiedjes.

## Bessel en de heldere ejectastraal
De meest opvallende krater in Mare Serenitatis is Bessel, gelegen in het zuidwestelijk gedeelte ervan. Deze krater is tijdens volle maan gemakkelijk op te sporen dankzij de heldere ejectastraal die daar dwars doorheen loopt. Alhoewel Tycho als mogelijke bron beschouwd wordt is het nog steeds niet echt duidelijk welke de oorzakelijke inslagkrater is van deze straal. Gedurende de gehele geschiedenis van de selenografie en het maken van maankaarten en maanatlassen was enkel Johannes Hevelius in staat om aan deze straal een naam te geven. Helaas wist Hevelius nog niet wat die straal precies was en waaruit ze bestond en gaf er dan ook een verkeerdelijke naam aan, nl. Paludes Inferiores (kleine moerasjes). Pas in 2012 werd een nieuwe poging ondernomen om deze straal een geloofwaardige naam te geven. Deze naam, of eerder aanduiding, Bessel Ray, werd gegeven door Charles A. Wood en Maurice J.S. Collins.

## Serpentine ridge
Dwars doorheen het oostelijk gedeelte van Mare Serenitatis loopt de Serpentine ridge, een kronkelende heuvelrug van ettelijke tientallen kilometers lengte. De Serpentine ridge kreeg na het beëindigen van het Apolloprogramma de officieel erkende benamingen Dorsa Smirnov (het noordelijk gedeelte) en Dorsa Lister (het zuidelijk gedeelte dat naar het westen afbuigt). Gedurende de missies van Apollo 15 en Apollo 17 werden talrijke orbitale foto's gemaakt van Mare Serenitatis, en bijgevolg kregen heel wat oppervlakteformaties in deze maanzee nieuwe (officieel erkende) namen.

## De grote doorgang
Het westelijkste gedeelte van Mare Serenitatis bevat een onderbreking tussen de bergketens Montes Apenninus en Montes Caucasus. Deze onderbreking is bij tal van maanwaarnemers bekend als de grote doorgang (The Great Pass) naar de westelijke Mare Imbrium. Het noordelijke gedeelte van de grote doorgang (tevens de zuidelijke uitloper van Montes Caucasus) werd door de Duitse selenograaf J.F.J.Schmidt (1825-1884) Cap Faraday genoemd. De Internationale Astronomische Unie (IAU) gaf het geen naam. Het zuidelijke gedeelte van de grote doorgang en tevens de noordelijke uitloper van het Apennijnengebergte kreeg de officieel erkende naam Promontorium Fresnel (of Cap Fresnel).

## De raadselachtige krater Linné
Het relatief kleine komvormige kratertje Linné in het noordwestelijke gedeelte van Mare Serenitatis was ooit het onderwerp van lijvige debatten die allen te maken hadden met vermoedelijke vormveranderingen op het maanoppervlak. Vroegere selenografen meenden op de locatie van Linné een veel grotere krater te zien, en tekenden dan ook een goed zichtbaar exemplaar op hun maankaarten. Tegenwoordig echter ziet de krater Linné er ver van telescoopvriendelijk uit en moeten we ons wenden tot orbitale maanfoto's om iets te zien te krijgen van de werkelijke diameter van deze krater.

## De Valentijnskoepel
Linné Alpha, of The Valentine Dome, is een vlakke en enigszins hartvormige verhoging op het noordwestelijke gedeelte van Mare Serenitatis, in de buurt van het kratertje Linné. Deze oppervlakteformatie werd beschreven door de Hawaiiaanse maanwaarnemer Alika Herring die samenwerkte met het magazine Sky & Telescope. Van hem komt de bijnaam Valentine Dome. Deze uiterst vlakke koepelheuvel is het best waarneembaar kort na lokale zonsopkomst of kort voor lokale zonsondergang, omdat gedurende deze omstandigheden het reliëf van het maanoppervlak het best tot zijn recht komt.

## Aratus CA (Lorca)
De meest vreemdsoortige formatie in het westzuidwestelijke gedeelte van Mare Serenitatis is de onregelmatig gevormde krater Aratus CA die kort na het beëindigen van het Apolloprogramma tijdelijk Lorca werd genoemd. Deze formatie bevindt zich op ongeveer een honderdtal kilometers ten zuiden van het komvormige kratertje Linné en kan mits gebruik van een amateurtelescoop met aangekoppelde webcam gemakkelijk waargenomen worden. De verschillende onderdelen van Aratus CA kregen elk een eigen voornaam. Deze voornamen zijn te zien op de Lunar Topophotomaps 42A4S1(10) (Lorca West) en 42A4S2(10) (Lorca East). Afdrukken van beide kaarten kunnen geassembleerd worden tot een volledige overzichtskaart van geheel Aratus CA (Lorca).

## Finsch
Op ongeveer een dertigtal kilometers ten zuidzuidoosten van de komvormige krater Sarabhai (Bessel A) ligt het betrekkelijk moeilijk waarneembare kratertje Finsch. Dit kratertje heeft een relatief ondiepe binnenvloer en is daarmee een klassiek voorbeeld van hetgeen in de selenologie spookkraters worden genoemd. Finsch kan enkel kort na de lokale zonsopkomst of kort voor de lokale zonsondergang worden opgespoord, omdat gedurende deze momenten de zon zeer laag boven de horizon staat en alle oneffenheden op het maanoppervlak beter tot hun recht doen komen.

## Posidonius Gamma (Posidonius γ)
Op enige afstand ten westzuidwesten van de krater Posidonius is in Mare Serenitatis een klein object te vinden dat de benaming Posidonius Gamma kreeg (Posidonius γ). Dit object is, evenals Linné, oorzaak van vermoedens omtrent veranderingen op het maanoppervlak. Posidonius γ en Linné, evenals het heldere kratertje Werner D op de noordelijke rand van de krater Werner in het zuidelijk maanhalfrond, werden aanzien als haarden van vreemdsoortige helderheidsschommelingen (zie: Transient Lunar Phenomena, TLP).

## Nevelontwikkeling in Tacquet
Het komvormige kratertje Tacquet ten noorden van de zuidoostelijke uitloper van Montes Haemus en ten westen van Promontorium Archerusia in het zuidelijkste gedeelte van Mare Serenitatis is in verschillende maanboeken beschreven alszijnde een haard van veranderlijke gebeurtenissen (obscuraties). De binnenkant van dit kratertje kan volgens ervaren maanwaarnemers een verschijnsel vertonen dat doet denken aan nevelontwikkeling of mist.

## Mogelijke lavapijp nabij Le Monnier KA
Tegen de oostelijke rand van Mare Serenitatis, op 28° Noord / 28° Oost, ten zuidzuidwesten van Posidonius en ten noordwesten van de baaivormige krater Le Monnier, is een slangvormige formatie te vinden die zowel de karakteristieken van een marerug als van een rille vertoont. Volgens selenologen van de NASA zou deze formatie een mogelijke lavapijp kunnen zijn die deels is ingestort. Het nabijgelegen komvormige kratertje Le Monnier KA kan mits krachtige telescopen worden waargenomen, de slangvormige formatie eist echter een vlakke lichtinval en voldoende schaduwvorming om alsnog telescopisch gedetecteerd te kunnen worden.

## Onregelmatige maregebiedjes
Ten noordwesten van de komvormige krater Aratus D, in het westelijk gedeelte van Mare Serenitatis, ligt een zone waar enkele  onregelmatige maregebiedjes te vinden zijn. Deze gebiedjes zijn echter te klein om m.b.v. telescopen waargenomen te worden. Ze kunnen bestudeerd worden door middel van de Act-React Quick Map, samengesteld aan de hand van de hogeresolutiefoto's afkomstig van de Lunar Reconnaissance Orbiter (LRO). In de lijst van de reeds ontdekte onregelmatige maregebiedjes hebben de drie exemplaren ten noordwesten van Aratus D de nummers 82, 91, en 109 gekregen.

## Lunar Topographic Orthophotomaps (LTO) en Lunar Topophotomaps van Mare Serenitatis
Kort na het beëindigen van het Apolloprogramma (NASA) werden een hele reeks gedetailleerde maankaarten gemaakt aan de hand van honderden hogeresolutiefoto's van het maanoppervlak, genomen tijdens de drie wetenschappelijke missies Apollo 15, Apollo 16 en Apollo 17. Een aantal van deze kaarten tonen kleine en uiterst kleine segmenten van Mare Serenitatis. De hele reeks LTO kaarten (Lunar Topographic Orthophotomaps) en Lunar Topophotomaps is raadpleegbaar via volgende adressen:
- Lunar Topographic Orthophotomap (LTO) Series, Lunar and Planetary Institute
- Lunar Topophotomap Series, Lunar and Planetary Institute